# Иван Вълчев (алпинист)
Вижте пояснителната страница за други личности с името Иван Вълчев.
Иван Георгиев Вълчев е български алпинист и инженер.

## Биография
Роден е в Свищов на 20 август 1947 г. През 1973 г. завършва Висшия машинно-електротехнически институт в София. Занимава се с алпинизъм от 1961 г. Изкачва северната стена на Айгер в Алпите два пъти: 1975 г. – първо българско изкачване, по класическия маршрут, с Методи Савов и Спас Малинов, и през 1978 г. по японската диретисима (същите участници и Мария Христова). Изкачил е западната стена на Пти Дрю в Алпите, върховете Ношак (7492 m), Ленин (7134 m) и Комунизъм (7495 m). Участник е в експедицията „Еверест-84“. На 8 май 1984 г., заедно с Методи Савов, изкачва връх Еверест (8848 m) по западния гребен („Жестокия път“), който е най-дългият и най-труден ръб за изкачване на върха. Слизат по южния ръб, правейки пълен траверс на масива (наричан понякога „Българският траверс“).